# Team Scandia
A Team Scandia foi uma equipe norte-americana de corridas automobilísticas que competiu pela Indy Racing League entre 1996 e 1999.

## Trajetória na IndyCar
Na Indy 200 at Walt Disney World, a primeira corrida da história da IRL, a equipe fez uma parceria com a Dick Simon Racing e inscreveu um Lola-Cosworth para o chileno Eliseo Salazar, que bateu o carro nos treinos e foi impedido de correr. O ex-Fórmula 1 Michele Alboreto e Lyn St. James representaram a Scandia na prova, terminando entre os 10 primeiros colocados. Eles ainda permaneceram para a etapa seguinte, em Phoenix, tendo agora o jovem mexicano Michel Jourdain Jr. e o espanhol Fermín Vélez, campeão do grupo C2 nas 24 Horas de Le Mans de 1987 e com passagem pela Fórmula 3000 Internacional no ano seguinte.
A Scandia chamou a atenção nas 500 Milhas de Indianápolis ao inscrever 7 carros no grid, sendo contratados Joe Gosek (piloto de destaque nos midgets) e o italiano Alessandro Zampedri, vindo da CART. Zampedri foi o melhor representante da equipe, terminando na quarta posição.
Em 1996–97, 10 pilotos correram pelo time: além de Alboreto, Zampedri, Jourdain, Vélez e Salazar, disputaram o campeonato os brasileiros Marco Greco e Affonso Giaffone, o norte-americano Jimmy Kite, o francês Stéphan Grégoire e outro italiano, Vincenzo Sospiri. A Scandia obteve 4 pódios (2 segundos lugares com Jourdain e Sospiri - que também fez uma volta mais rápida - , um terceiro lugar com Alboreto e a vitória de Salazar em Las Vegas).
Com um conjunto Dallara-Oldsmobile, a Scandia disputou apenas 4 corridas da temporada de 1998 com Kite, Gosek (não se classificou para a Indy 500) e Billy Roe. Um 11º de Kite em Indianápolis foi o melhor resultado do time no campeonato.
Sua última participação na IRL foi nas 500 Milhas de Indianápolis de 1999, quando Jim Guthrie tentou, sem sucesso, classificar um G-Force-Oldsmobile (em associação com a Coulson Racing).